# Circondario federale della Siberia
Il circondario federale della Siberia (in russo Сиби́рский федера́льный о́круг?, Sibirskij federal'nyj okrug) è uno degli otto circondari federali della Russia, il centrale dei tre circondari asiatici.

## Suddivisione
Il circondario non deve essere confuso con la Siberia, che include tutta la Russia asiatica eccetto quella vicina all'Oceano Pacifico.
I soggetti federali russi compresi all'interno del circondario siberiano sono (le Repubbliche sono segnate con un asterisco):
| La mappa è numerata secondo l'ordine alfabetico cirillico. |          |                                                |                               |
| #                                                          | Bandiera | Soggetto federale                              | Capitale                      |
| 1                                                          |          | Repubblica dell'Altaj (*) (Республика Алтай)   | Gorno-Altajsk (Горно-Алтайск) |
| 2                                                          |          | Territorio dell'Altaj (Алтайский край)         | Barnaul (Барнаул)             |
| 3                                                          |          | Oblast' di Irkutsk (Иркутская область)         | Irkutsk (Иркутск)             |
| 4                                                          |          | Oblast' di Kemerovo (Кемеровская область)      | Kemerovo (Кемерово)           |
| 5                                                          |          | Territorio di Krasnojarsk (Красноярский край)  | Krasnojarsk (Красноярск)      |
| 6                                                          |          | Oblast' di Novosibirsk (Новосибирская область) | Novosibirsk (Новосибирск)     |
| 7                                                          |          | Oblast' di Omsk (Омская область)               | Omsk (Омск)                   |
| 8                                                          |          | Oblast' di Tomsk (Томская область)             | Tomsk (Томск)                 |
| 9                                                          |          | Tuva (*) (Респу́блика Тыва)                     | Kyzyl (Кызыл)                 |
| 10                                                         |          | Chakassia (*) (Республика Хакасия)             | Abakan (Абакан)               |

Buriazia e Territorio della Transbajkalia sono stati parti del circondario fino al 3 novembre 2018, quando per decreto presidenziale sono stati aggregati al Circondario federale dell'Estremo Oriente.

## Città principali
1. Novosibirsk (1 584 138)
2. Omsk (1 178 100)
3. Krasnojarsk (1 066 934)
4. Barnaul (635 585)
5. Irkutsk (623 424)
6. Tomsk (569 428)
7. Kemerovo (553 076)
8. Novokuzneck (551 253)
9. Bratsk (234 147)
10. Angarsk (226 776)
11. Bijsk (203 826)
12. Prokop'evsk (198 438)